# Крцаниси (учебный центр)
Крцани́си (груз. კრწანისი) — учебный центр Вооружённых сил Грузии южнее Тбилиси в районе одноименного села. УЦ находится в прямом подчинении Командования военного обучения Объединённого штаба ВС Грузии. Основан 22 апреля 1997 года на базе армейского стрелкового полигона.
С апреля 2002 года по апрель 2004 года в Крцаниси проводилась американская программа GTEP (Train & Equip — рус. «Обучи и оснасти»), в ходе которой были подготовлены три лёгких пехотных батальона 1-й бригады, один батальон 2-й бригады и один отдельный танковый батальон: в общей сложности 2700 военнослужащих.
Кроме того на базе Крцаниси проводились и другие американские программы: «Basic Training Program for Recruits» (Базовая программа обучения новобранцев) в 2004—2005 годах; в 2005 году — «Advance Training Course for Peacekeeping Operations» (Продвинутый курс подготовки проведения миротворческих операций); «Course for Security and Stability Maintenance of Georgia» (Курс по поддержанию стабильности и безопасности в Грузии), «Training Planning Experts` Course» (Курс подготовки специалистов по планированию обучения) и «Cargo Shipment Experts` Course» (Курс подготовки специалистов в области логистики).
С 2009 года идёт подготовка отдельных батальонов для службы в составе межнациональной коалиции Международных сил содействия безопасности в Афганистане. В 2010 году в УЦ преподавали британские военные специалисты. Также с 2010 года в Крцаниси проводится подготовка специалистов в области военного строительства и военного планирования.
Начальник Крцанисского национального учебного центра — майор Малхаз Мерлани (с 2010 года).